# Малый Фюрстенбергский дворец
Малый Фюрстенбергский дворец (чеш. Malý Fürstenberský palác) — барочный дворец в пражском районе Мала-Страна. Охраняется как памятник культуры с 1964 года и как национальный памятник культуры с 1996 года.
Бывшая резиденция Фюрстенбергов примыкает к Коловратскому дворцу (не следует путать с Коловратским дворцом на улице Снемовни), с которым у него общий сад. Архитектурный ансамбль обоих дворцов занимает верхняя палата парламента Чехии.
Дворец с очень сложной планировкой возник в 1770 году путем реконструкции двух домов эпохи Возрождения, построенных в XVI веке. В 1769 году здания вместе с садом купила графиня Мария Барбора Чернин, после чего начала серию реконструкций, в ходе которых созданный дворец соединили с соседним Коловратским дворцом. К дворцу примыкает террасный сад в стиле рококо с лестницей и балюстрадами, который наверху переходит в трехчастную террену. В конце XVIII века племянник графини (граф Ян Арношт Шаффгоч) распорядился отделить два дворца друг от друга. В 1801 году дворец купил Франтишек Виммер, а в 1866 году здание приобрел князь Максимилиан Эгон I — глава рода Фюрстенбергов.
В 1939 году Чехословацкое государство арендовало дворец для нужд правительства. После окончания Второй мировой войны он был национализирован на основании Бенешовых декретов, став собственностью государства Позднее здесь располагалось министерство информации и просвещения, позже министерство культуры. В 2003 году была начата общая реконструкция обоих дворцов, которая завершилась в 2006 году. В рамках нее оба дворца вновь были соединены.